# سانتولچه‌زه
سانتولچه‌زه (به ایتالیایی: Sant'Olcese) یک منطقهٔ مسکونی در ایتالیا است که در استان جنوا واقع شده‌است. سانتولچه‌زه ۲۱٫۹ کیلومتر مربع مساحت و ۵٬۹۴۵ نفر جمعیت دارد و ۳۰۰ متر بالاتر از سطح دریا واقع شده‌است.

## خواهرخوانده
شهرهای Martorelles و مارتری خواهرخوانده‌های سانتولچه‌زه هستند.